# Gerard Mortier
Gerard Alfons August Mortier, galardonado con el título de barón Mortier (Gante, Bélgica, 25 de noviembre de 1943 - Bruselas, Bélgica, 8 de marzo de 2014), fue un director artístico de teatro de ópera belga.

## Biografía
Gerard Mortier era hijo de un panadero de Gante. Fue a la escuela en el colegio jesuita de su ciudad. Adquirió su educación superior en la Universidad de Gante, donde obtuvo el doctorado en Derecho y una licenciatura en comunicación.

### Carrera
Después de su graduación, Gerard Mortier, entusiasta de la ópera desde su infancia, escogió una carrera como director artístico: su primer trabajo es de asistente de dirección del Festival de Flandes. El 25 de agosto de 1970, Gerard Mortier publicó en una revista local un panfleto en el que describe la Ópera Real de Gante como "escándalo cultural flamenco", preconizando la creación de una Ópera de Flandes.
- 1968: Asistente del Director del Festival de Flandes.
- 1973-1979: Asistente de Christoph von Dohnányi y Rolf Liebermann; pasa siete años en Alemania, donde se desempeñó sucesivamente como director artístico de las óperas de Düsseldorf (1972-73), Hamburgo (1973-77) y Fráncfort del Meno (1977-79).
- 1979-1981: Rolf Liebermann y Hugues Gall le llaman a la Ópera de París como asesor.
- 1981-1992: En 1981, sucede a Maurice Huisman como director del Teatro Real de la Moneda de Bruselas. Decididos a renovar el género lírico y despertar una institución por entonces un poco adormecida, llama a Sylvain Cambreling como director musical. Juntos, producen espectáculos diseñados por Luc Bondy, Patrice Chereau, Karl-Ernst Herrmann, Peter Mussbach y Herbert Wernicke. Estas opciones de programación original, a menudo inconformista, y la participación de jóvenes cantantes de talento, así como de los personajes más prominentes de la escena teatral europea, proporcionan a Mortier una creciente reputación internacional. Una intensa promoción internacional hacen de la Ópera de la Monnaie una de las capitales de la ópera en Europa.
- Entre 1988 y 1989, también participa activamente en la preparación del proyecto de la Ópera de la Bastilla de París.
- 1992-2001: A raíz de su éxito en La Monnaie, obtiene la dirección del Festival de Salzburgo con tres misiones: hacer evolucionar la programación, buscar nuevos públicos e integrar esta institución en el siglo XXI. Durante diez temporadas trabaja para conseguir estos objetivos, con un éxito cada vez mayor. Al dejar el puesto, sus oponentes publicaron una esquela a toda página en un periódico local.
- 2002-2004: A invitación del Gobierno del estado federado de Renania del Norte-Westfalia, organizó la primera temporada de la Trienal del Ruhr, que se desarrolló en antiguos locales industriales.
- En septiembre de 2004, Gerard Mortier volvió a París, donde sucedió a Hugues Gall como director de la Ópera Nacional de París, después de haber sido su director adjunto desde diciembre de 2001. Dejó el cargo en 2009.
- El 27 de febrero de 2007, fue nombrado director de la Ópera de Nueva York (NYCO) desde la temporada 2009-2010 hasta el año 2015. El 8 de noviembre de 2008, renuncia a asumir el cargo, ante la falta de suficientes recursos financieros.[2]
- En enero de 2010, asume la dirección artística del Teatro Real de Madrid.[3][4] En el verano de 2013, tras serle diagnosticado y ser intervenido quirúrgicamente un cáncer, hace unas declaraciones en las que amenaza con abandonar su cargo si no se le deja intervenir en la designación de su sucesor.[5] La Comisión Ejecutiva del Teatro Real acuerda su destitución inmediata mientras Mortier se encontraba en tratamiento en Alemania. Finalmente se acuerda cambiar su cargo por el de asesor artístico, para supervisar las nuevas producciones, mientras sigue con su tratamiento, y la incorporación de Joan Matabosch como director artístico.[6]

El 8 de marzo de 2014 falleció en Bruselas de cáncer de páncreas rodeado de sus amigos.

## Distinciones
- Doctor honoris causa por la Universidad de Amberes y la Universidad de Salzburgo. Miembro de la Academia de las Artes de Berlín.

- En febrero de 2005 recibió el premio anual de la Comunidad Flamenca para la Cultura.

- Fue nombrado caballero de la orden de la Legión de Honor en enero de 2005.

- Distinguido con el título de barón por el rey de Bélgica el 30 de mayo de 2007.

- Medalla de Oro del Círculo de Bellas Artes de Madrid en abril de 2009.

## Publicaciones
- Mortier, Gerard (2010). Dramaturgia de una pasión. Madrid: Akal Ediciones. p. 160.